# Giusto Bellavitis

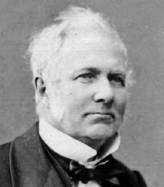
Giusto Bellavitis

Giusto Bellavitis (n. 22 noiembrie 1803 – d. 6 noiembrie 1880) a fost un matematician italian, cunoscut pentru contribuțiile sale din teoria numerelor și geometria algebrică.

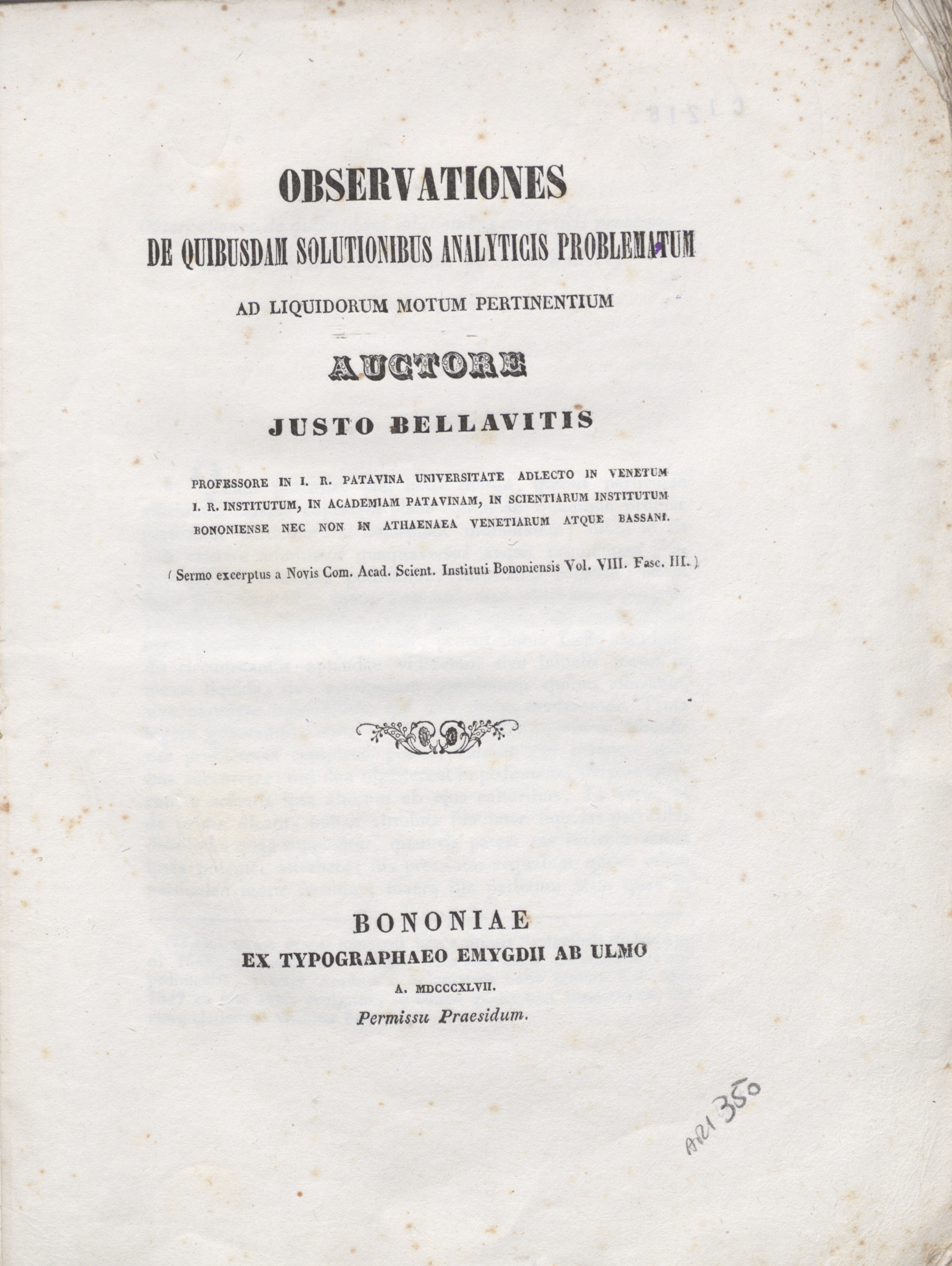
Observationes de quibusdam solutionibus analyticis (1847)

Încă din tinerețe și-a manifestat înclinația către matematică.
Astfel, la 15 ani, cunoștea metodele de rezolvare a problemelor din domeniul calculului diferențial și integral.
A mai adus contribuții și în domenii ca: numere complexe, calcul vectorial, ecuații algebrice etc.
De asemenea, a dedus formulele de trigonometrie sferică dintr-un triedru trunchiat, cu fețele suprapuse, a studiat inversiunea, creând noi teoreme în geometria sintetică și a arătat că figura inversă unei spirale logaritmice este tot o spirală logaritmică.
Cea mai valoroasă operă a sa este: Lezioni di geometria descrittiva (Padova, 1852).